# Sutton (automobilismo)
Sutton è stato un costruttore americano di auto da corsa presente nelle gare statunitensi negli anni cinquanta e sessanta.
Tra il 1950 e il 1960 la 500 Miglia di Indianapolis faceva parte del Campionato mondiale di Formula 1, per questo motivo la Sutton ha all'attivo anche 1 Gran Premio in Formula 1.